# Caledoniscincus terma
Caledoniscincus terma е вид влечуго от семейство Сцинкови (Scincidae). Видът е уязвим и сериозно застрашен от изчезване.

## Разпространение и местообитание
Разпространен е в Нова Каледония.
Обитава гористи местности и плантации.

## Описание
Популацията на вида е стабилна.